# Bistreț
Bistreţ é uma comuna romena localizada no distrito de Dolj, na região de Oltênia. A comuna possui uma área de 80.16 km² e sua população era de 4275 habitantes segundo o censo de 2007.